# Regarde-moi (film, 2018)
Pour les articles homonymes, voir Regarde-moi (homonymie).
Pour plus de détails, voir Fiche technique et Distribution.
Regarde-moi est un film franco-tunisien réalisé par Nejib Belkadhi et sorti en 2018.

## Synopsis
Lotfi est un émigré tunisien qui vit dans le quartier de Noailles à Marseille où il tient une boutique d'électroménager. Il a une compagne française, Sophie, qui est enceinte. Il a laissé au pays sa femme Sarra et son petit garçon autiste de neuf ans, Youssef. Un jour, le frère de Lotfi lui téléphone pour lui annoncer une mauvaise nouvelle : Sarra est hospitalisée à la suite d'un AVC et sa belle-sœur Khadija a pris son fils en charge. Lotfi se sent obligé de rentrer en Tunisie : il s'est mis en tête de s'occuper lui-même de Youssef, malgré son état psychique et alors qu'il ne l'a pas vu depuis six ans.

## Fiche technique
- Titre : Regarde-moi
- Réalisation : Nejib Belkadhi
- Scénario : Nejib Belkadhi
- Scripte : Safé Massaadi
- Musique : Sadrumet
- Décors : Bessem Marzouk
- Photographie : Hazem Berrabah
- Effets visuels : Ahmed Habibi
- Son : Ismaïl Ben Abdelchaffar, Yazid Chebbi
- Perchman (à Marseille) : Pascal Blanc
- Montage son : Aymen Labidi
- Bruitage : Florian Penot
- Montage : Malek Chatta
- Casting : Audrey Gini-Ravel
- Production : Imed Marzouk, Farès Ladjmi
- Régie générale : Issam Salah
- Sociétés de production : Mille et Une Productions (France) - Propaganda Productions (Tunisie)[1]
- Société de distribution : Hakka Distribution
- Pays :  France -  Tunisie -  Qatar
- Format : couleurs, 2,35:1
- Durée : 96 minutes
- Date de sortie : Tunisie - 11 novembre 2018

## Distribution
- Nidhal Saadi (ar) : Lotfi

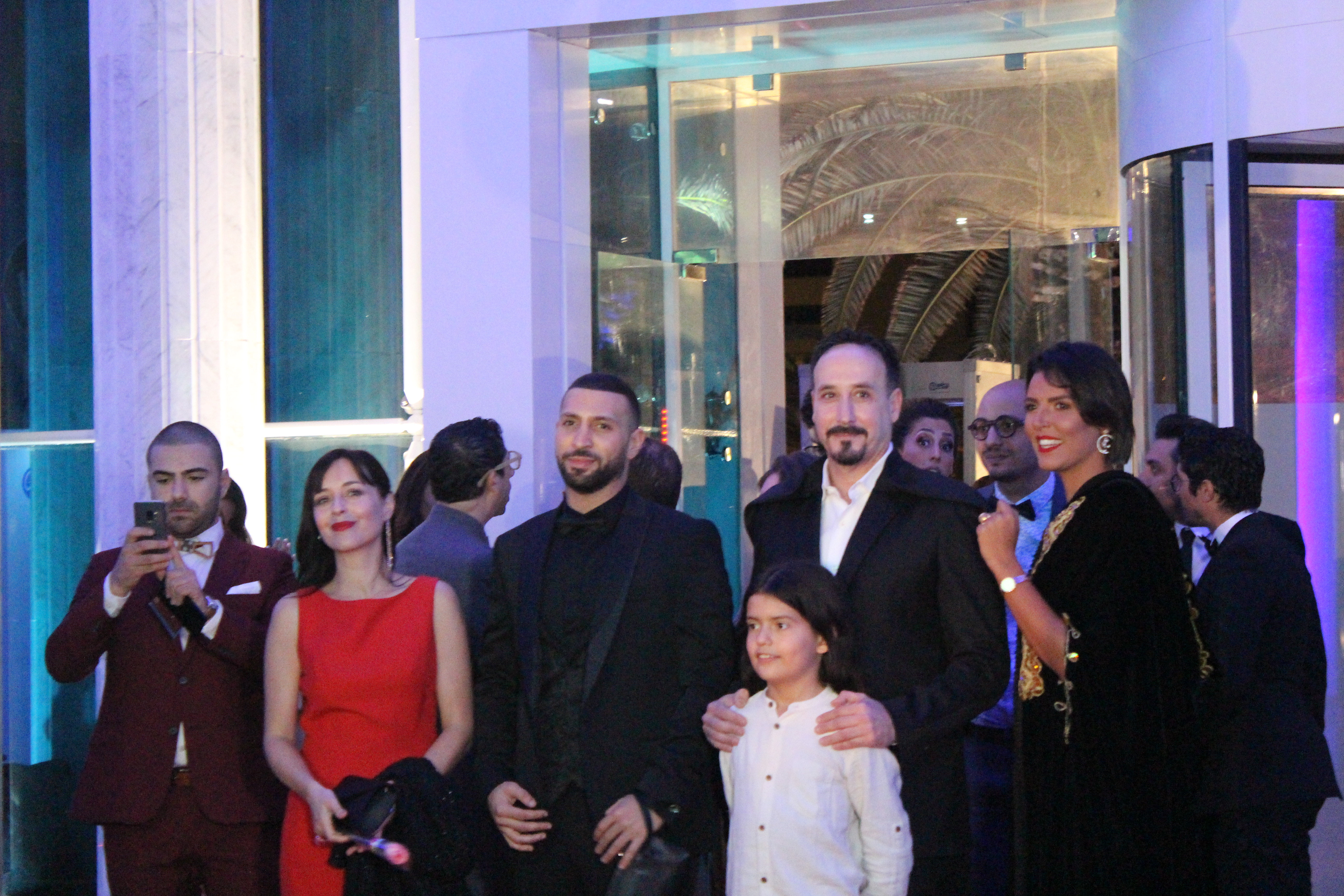
Équipe du film aux Journées cinématographiques de Carthage : Saoussen Maalej, Nidhal Saadi, Nejib Belkadhi tenant Idryss Kharroubi par les épaules et Abir Bennani (de gauche à droite).

- Saoussen Maalej : Khadija, la tante
- Aziz El Gebaly
- Idryss Kharroubi : Youssef
- Anne Paris : Sophie
- Abir Bennani
- Mohamed Aïdoudi : Ali
- Fatma Baldi : la vendeuse de luminaires

## Distinctions

### Récompenses
- 2018 : prix d'interprétation masculine décerné à Nidhal Saadi au Festival international du film de Marrakech
- 2019 : prix du meilleur scénario au Festival panafricain du cinéma et de la télévision de Ouagadougou

### Sélections
- 2018 : Journées cinématographiques de Carthage
- 2018 : Festival international du film de Toronto